# Mario Nizolio

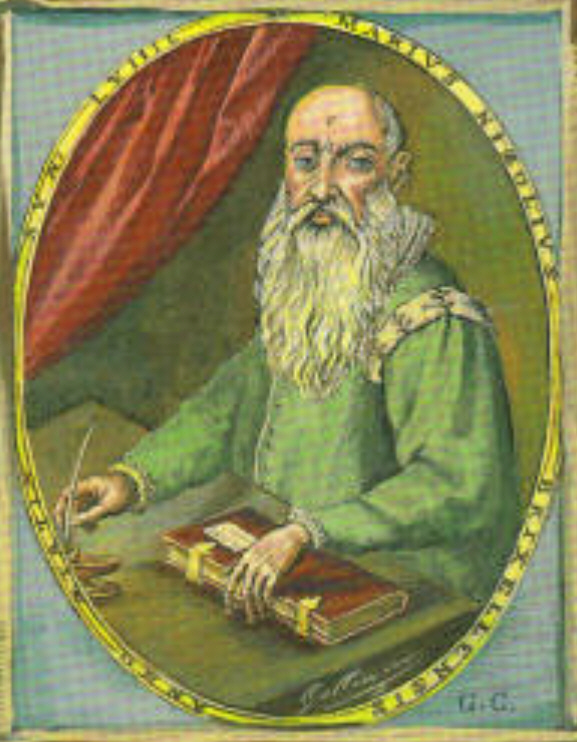

Mario Nizolio (1498-1576) fue un erudito humanista italiano, conocido por ser un partidario de Cicerón. Nizolio consideró la retórica como la principal disciplina intelectual, menospreciando otros aspectos de la tradición filosófica. Michael R. Allen lo describe como el heredero de la oratoria de Lorenzo Valla, y un gran nominalista.

## Vida
Nació en Brescello. Fue profesor  de filosofía en Parma y Sabbioneta. Murió en Sabbioneta.

## Obras
Su obra más importante fue el Thesaurus Ciceronianus, publicado primero en 1535 en Bresanona pero bajo otro título, que luego tuvo muchas más ediciones. Se trataba de un vocabulario de palabras latinas de las obras de Cicerón. Fue adoptado por extremistas renacentistas que consideraron que solo se podía escribir correctamente en latín con ese vocabulario restringido. Su Antibarbarus philosophicus (título original: De veris principiis et vera ratione philosophandi contra psudophilosophos, Parma, 1553) fue editado por Leibniz en 1670 con un importante prefacio. Esta era una respuesta por una controversia con Marco Antonio Maioragio (1514-1555), que a su vez se remontaba a una disputa de mediados de la década de 1540 acerca de las Paradojas de Cicerón.